# Zinat-un-Nissa Begum
Zinat-un-Nissa Begum, född 1643, död 1721, var en indisk mogulprinsessa. Hon var dotter till stormogule Aurangzeb.  
Hon var Padshah Begum, en titel som brukar översättas till "kejsarinna" och som gav henne främst rang i mogulharemet, mellan 1681 och 1721.